# Одесский научно-исследовательский институт судебных экспертиз
Одесский научно-исследовательский институт судебных экспертиз Министерства юстиции Украины (ОНИИСЭ) — государственное специализированное научно-экспертное учреждение Министерства юстиции Украины. ОНИИСЭ обеспечивает правосудие экспертными и научными разработками, в частности, в области современной криминалистики.

## История

### 1914—1917
[ января 1914 года согласно закону «Об основании кабинетов научно-судебной экспертизы в городах Москве, Киеве и Одессе» от 4 июля 1913 года было открыто судебно-экспертное учреждение юга Украины. Торжественное открытие с освящением этого судебно-экспертного учреждения состоялось 15 февраля 1914 года и его первое название было — Кабинет научно-судебной экспертизы при прокуроре Одесской судебной палаты. Одесский Кабинет НСЭ начал исполнять требования судебно-следственных работников с 15 марта 1914 года.
На начальном этапе становления в Кабинете НСЭ работало 4 специалиста: управляющий Кабинетом НСЭ, бывший следователь по особо важным делам Рязанского окружного суда, Макаренко Н. П. и три его помощника, которые одновременно выполняли обязанности заведующих тремя отделами.
После революции 1917 года Киевский и Одесский Кабинеты НСЭ продолжали работать. В отличие от остальных трёх Кабинетов, Одесскому КНСЭ удалось сохранить личный состав сотрудников, почти всё необходимое оборудование и фактически не прекращал свою судебно-экспертную деятельность с 1914 года.

### 1918—1921
Во время гражданской войны положение Одесского КНСЭ было очень тяжелым. В связи со сложной ситуацией в Одессе, которая находилась в период с 1918 по 1921 годы практически в военном положении и была оккупирована сначала немецкими и австро-венгерскими войсками, а позднее войсками генерала Деникина и наступлением поляков, о деятельности Одесского КНСЭ сохранились неполные данные, которые свидетельствуют о том, что он функционировал, выполняя судебно-экспертные исследования по требованиям правоохранительных органов Одесской губернии.

### 1922—1991
В 1923 году по инициативе следователя по особо важным делам С. С. Савченко директор Харьковского института судебной медицины М. С. Бокариус направил ходатайство в МЮ УССР, в котором рекомендовалось основать в Харькове Кабинет НСЭ и законодательно реорганизовать действующие в Киеве и Одессе Кабинеты НСЭ. Это ходатайство МЮ УССР было удовлетворено и постановлением СНК УССР от 10 июля 1923 года было принято «Положение про Кабинеты НСЭ». В этом положении были определены основные направления практической деятельности украинских Кабинетов НСЭ в городах Киеве, Одессе и Харькове.
До начала 1924 года Одесский КНСЭ и Киевский КНСЭ находились в не совсем легальном положении, они не были ликвидированы, но государство им не уделяло должного внимания, несмотря на то, что эти судебно-экспертные учреждения в течение указанного периода выполняли требования судебно-следственных работников по проведению судебно-экспертных исследований настолько, насколько они могли и имели для этого необходимые материалы.
23 октября 1925 года Положением «О судоустройстве УССР» в котором указывалась работа Институтов НСЭ. В конце 1925 года действующие в городах Киеве, Одессе и Харькове Кабинеты НСЭ были переименованы в Институты НСЭ.
Указом наркомата юстиции УССР от 3 мая 1927 года «Указ Институтам НСЭ» регламентировались как судебно-экспертная и административная, так и научно-исследовательская работа и работа научно-педагогическая — по подготовке специалистов в области судебной экспертизы для заполнения должностей экспертов, количество которых возрастало.
В 1927 году в Одесском ИНСЭ был создан криминалистический музей, который по состоянию на 1941 год занимал 10 комнат, где было расположено свыше 6000 экспонатов. Этот музей был одним из наибольших и богатых по экспонатам среди подобных музеев, которые были созданы в то время не только в украинских Институтах НСЭ, в других правоохранительных учреждениях Украины, а и вообще во всём Советском Союзе. Непосредственным инициатором и хранителем криминалистического музея Одесского ИНСЭ за весь период его существования с 1927 по 1941 года был А. К. Папаспираки.
Законодательная и другая нормативно-правовая регламентация разных направлений деятельности Институтов НСЭ до 1941 года была урегулирована в основном нормами права республиканского уровня.
Относительно общей судебно-экспертной деятельности Одесского ИНСЭ в период с марта 1914 по сентябрь 1941 года, то она может быть характеризована тем количеством исполненных требований работников правоохранительных органов на проведение разных судебно-экспертных исследований, которая составила в целом больше 9500 требований, среди которых около 50 % составляли требования на проведение судебно-экспертных исследований документов; около 17 % — судебно-экспертные исследования пятна крови, спермы, волос; около 14 % — судебно-экспертные исследования внутренних органов и частей трупов; 10 % — судебно-экспертные исследования пищевых продуктов, лекарств, и других твёрдых и редких веществ; более 3 % — судебно-экспертные исследования отпечатков печаток, штампов, нумераторов, пломбирователей; более 3 % — судебно-экспертные исследования огнестрельного и холодного оружия, орудий взлома; 2 % — судебно-экспертные дактилоскопические исследования.
В Одесском институте НСЭ в разное время до 1941 года работали известные в то время как в Одессе, так и в СССР специалисты в области права и природоведения, среди которых необходимо назвать: профессор Ген Э. Ю., профессора Ельчанинова Е. С., профессор Жмайлович Ф. М., профессор Кангер А. М., профессор и академик Казахской ССР Козловский М. Т., профессор Макаренко Н. П., профессор Малицкий В. П., профессор Матвеев С. М., профессор Озецкий В. Е., юрист-криминалист Папаспираки А. К., профессор Хмыров Д. Д., профессор Шеттле И. Г.. Некоторые из них, например, С. М. Матвеев и А. М. Кангер, были известны как криминалисты мирового уровня и за свои научно-исследовательские достижения в области криминалистики и судебной экспертизы были справедливо названы пионерами мировой криминалистики. Все они вместе и каждый по отдельности в той или иной мере сделали большой вклад в становление и развитие криминалистики и судебной экспертизы на Украине в целом и на Юге Украины вообще.
По-разному складывалась их судьба. Е. С. Ельчанинов и С. М. Матвеев умерли в относительно молодом возрасте. Э. Ю. Ген и А. К. Папаспираки были репрессированы и арестованы в 1937 году, А. К. Папаспираки был освобождён за отсутствием в инкриминированных ему деяниях состава преступления. Э. Ю. Ген был осуждён к высшей мере наказания и 1 декабря 1937 года его расстреляли, в конце прошлого века он был реабилитирован. В. П. Малицкий по неизвестным причинам в 1933—1934 годах перестал заниматься судебно-экспертной и научно-педагогической работой, а В. Е. Озецкий — немец по происхождению, после оставления немцами в 1944 году Одессы, уехал вместе с ними в Германию. Через некоторое время он вернулся в Одессу. После Великой Отечественной войны также неизвестно чем занимался, но в Одесский ИНСЭ на работу его не взяли. А. М. Кангер и И. Г. Шеттле, немцы по происхождению, после Великой Отечественной войны переехали в Германию, где А. М. Кангер занимался криминалистикой, а И. Г. Шеттле — химией. М. Т. Козловский в 1939 году переехал в Алма-Ату, где работал до конца своих дней, занимаясь химией. Н. П. Макаренко, А. К. Папаспираки и Д. Д. Хмыров работали в Одесском ИНСЭ до последнего дня его существования — 21 сентября 1941 года. Д. Д. Хмыров умер в 1944 году, не дожив даже до дня освобождения Одессы, Н. П. Макаренко умер после дня Победы — в июне 1945 года, а А. К. Папаспираки прожил до лета 1972 года, работая последние годы в Научной библиотеке Одесского государственного университета им. И. И. Мечникова.
Научно-исследовательская работа Одесского ИНСЭ начала проводиться, в основном, с 1927 года. До начала Великой Отечественной войны Одесским ИНСЭ были проведены более 70 научных конференций и опубликованы свыше 60 научных работ сотрудников.
В 1920-30-е годы в Одесском ИНСЭ был разработан ряд научных достижений в области криминалистики и судебной экспертизы. В частности, в области судебной баллистики и судебно-баллистической экспертизы профессором Матвеевым С. М. были разработаны и описаны отдельные признаки идентификации огнестрельного оружия, которые на сегодняшний день остаются фундаментальными как в отечественной, так и в мировой криминалистике.
Одесский институт НСЭ впервые в период своего существования с 1914 года временно приостановил свою деятельность с 22 сентября 1941 года, когда в результате воздушной бомбардировки города Одессы немецко-фашистскими войсками в ночь на 22 сентября дом по улице Пастера, 48, в котором размещался тогда Одесский ИНСЭ, от попадания бомбы и возникновения пожара сгорел. Ценная техника Одесского ИНСЭ была вывезена заблаговременно в Новороссийск, а архив, библиотека, музей и другое имущество этой судебно-экспертной организации погибло в результате пожара.

### После 1991
После провозглашения независимости Украины, НИИ был передан в ведение министерства юстиции Украины.
На сегодня штат института, включая Николаевское и Херсонское отделение, составляет 130 сотрудников, которые занимаются экспертной деятельностью по многим экспертным специальностям, научно-исследовательской, методической, преподавательской и профилактической работой.

## Деятельность

#### Экспертная деятельность
Институтом проводятся следующие виды экспертиз:
- автотехническая экспертиза
- автотовароведческая экспертиза
- баллистическая экспертиза
- Строительно-техническая и земельная экспертиза, оценочно-строительная и земельно-оценочная экспертиза, экспертиза по вопросам землеустройства
- Экономическая экспертиза
- Экспертиза материалов, веществ и изделий
- Экспертиза материалов и средств видео-звукозаписи
- Компьютерно-техническая экспертиза
- Искусствоведческая экспертиза
- Почерковедческая экспертиза
- Психологическая экспертиза
- Телекоммуникационная экспертиза
- Техническая экспертиза реквизитов документов и печатных форм
- Товароведческая экспертиза
- Трасологическая экспертиза

ОНИИСЭ осуществляет и другие виды судебных экспертиз, в том числе в сфере интеллектуальной собственности, проводятся комплексные исследования для решения интеграционных задач. Осваиваются новые экспертные специальности, на научном уровне обосновывается необходимость внедрения новых видов судебных экспертиз, в том числе энергетической экспертизы.

#### Научная деятельность
На протяжении более 100 лет со дня основания в Одесском НИИ судебных экспертиз Министерства юстиции Украины работали известные ученые, опытные судебные эксперты, создавались экспертные методики, научно-методическая литература.
Научно-исследовательские разработки проводятся и сегодня. Специалисты института выполняют научно-исследовательские работы по поисковым внутриинститутским и тематическими планами Министерства юстиции Украины, результатом которых являются разработанные методики, методические рекомендации, пособия, альбомы и т. д., используемые в экспертной работе специалистами различных стран, часть из которых внесены в Реестр методик проведения судебных экспертиз .
Кроме того, сотрудниками Института постоянно готовятся и предоставляются для опубликования в ведущих профессиональных изданиях научные статьи, посвященные актуальным проблемам современной судебной экспертизы, принимается участие в работе научно-практических конференций, семинаров, практикумов, круглых столов, лекционных занятиях и других мероприятиях, направленных на развитие судебной экспертизы, в том числе с привлечением судейского корпуса, прокуроров и следователей.

#### Подготовка экспертов
В Одесском научно-исследовательском институте судебных экспертиз Министерства юстиции Украины проходят обучение и стажировку специалисты, не являющиеся работниками государственных специализированных учреждений и которые намерены получить (подтвердить) квалификацию судебных экспертов.

## Контакты
Почтовый адрес: 65026, г. Одесса, ул. Ланжероновская, 21
E-mail: odndise@gmail.com
Официальный сайт: http://ondise.od.ua/ Архивная копия от 31 августа 2017 на Wayback Machine
Страница в Facebook: https://www.facebook.com/oniise/#

## Галерея
| |  |
| Группа лиц, принимавших участие в торжественном открытии и освящении Кабинета научно-судебной экспертизы при прокуроре Одесской судебной палаты 15 (28) февраля 1914 года. |  |